# Liste der Bodendenkmale in Blankenburg (Harz)
In der Liste der Bodendenkmale in Blankenburg (Harz) sind alle Bodendenkmale der Stadt Blankenburg (Harz) und ihrer Ortsteile aufgelistet. Grundlage ist die Auflistung von Johannes Schneider aus dem Jahr 1986 und die Veröffentlichung der Landesdenkmalliste mit Stand vom 25. Februar 2016. Die Baudenkmale sind in der Liste der Kulturdenkmale in Blankenburg (Harz) aufgeführt.
| Denkmal-ID | Fundart             | Ortsteil    | Bezeichnung                                                 | Zeitstellung        | Lage | Bemerkungen | Bild            |
| ---------- | ------------------- | ----------- | ----------------------------------------------------------- | ------------------- | --- | --- | --------------- |
| 428301018  | Befestigung         | Blankenburg | Felsenwarte „Heidelberg“                                    | undatiert           | östlich (Lage) | |                 |
| 428301012  | Befestigung > Burg  | Blankenburg | überbaute Burganlage, Schloss                               | Mittelalter         | dicht südlich der Stadt (Lage)                                                                                         | |                 |
| 428301013  | Befestigung > Burg  | Blankenburg | Burgruine „Regenstein“                                      | Mittelalter         | nördlich (Lage) | Burg Regenstein |                 |
| 428301014  | Befestigung         | Blankenburg | Wassermühle mit Graben „Regensteinmühle“                    | undatiert           | vom Klosterteich am Goldbach entlang, quer durch den Wald (Lage)                                                       | |                 |
| 428301015  | Wüstung             | Blankenburg | Wüstung Nienrode                                            | Mittelalter         | am Südhang des Regensteins, Platenberg (Lage)                                                                          | Ehemaliges Vorwerk Nienrode, nach Verlassen der Regensteinmühle wüst gefallen. | weitere Bilder: |
| 428301017  | Wüstung             | Blankenburg | Wüstung Evergodesrode                                       | Mittelalter         | Kloster Michaelstein (Lage)                                                                                            | | weitere Bilder: |
| 428301016  | Befestigung > Wall  | Blankenburg | Wallanlage im „Heers“                                       | undatiert           | Nordseite des Regensteins, nördlich Blankenburg (Lage)                                                                 | moderne Anlage? |                 |
| 094 25398  |                     | Blankenburg | Steinkreuz                                                  |                     | Stadtbereich, Hasselfelder Straße (Lage)                                                                               | wird auch in der Liste der Kulturdenkmale in Blankenburg als Kleindenkmal geführt |                 |
| 428301022  | Befestigung > Burg  | Börnecke    | eingeebnete Burganlage „Isenburg“                           | Mittelalter         | westnordwestlich (Lage)                                                                                                | |                 |
| 428301020  | Grabmal > Grabhügel | Börnecke    | zwei Grabhügel                                              | undatiert           | Wald, 3,7 km nordwestlich Ort ()                                                                                       | |                 |
| 428301019  | besonderer Stein    | Börnecke    | Menhir „Prinzenstein“                                       | Bronzezeit          | Ortslage (Lage) | Material: Quarzit; Maße: Breite: 0,8 m; Höhe: 1,8 m; Dicke: 0,3 m; Gesamthöhe: 2,25 m |                 |
| 428301023  |                     | Börnecke    | Höhle                                                       | undatiert           | an der Sandkuhle, nordwestlich (Lage)                                                                                  | Höhlen am Steinberg und am Weinberg |                 |
| 428301024  |                     | Börnecke    | Siedlung „Ronneberg“                                        | Mesolithikum        | südwestlich vom Ort ()                                                                                                 | |                 |
| 428301021  | Grabmal > Grabhügel | Börnecke    | Grabmal > Grabhügel                                         | undatiert           | nördlich der Autobahnauffahrt zur A36 (Lage)                                                                           | augenscheinlich eingeebnet, vollflächig Acker ohne erkennbare Grabhügelstrukturen |                 |
| 428301032  | Befestigung > Burg  | Derenburg   | überbaute Burganlage                                        | Mittelalter         | Stadtkern, Holtemme-Insel (Lage)                                                                                       | komplett überbautes Areal, mittelalterlicher Stadtkern, keine Strukturen einer Burganlage mehr erkennbar |                 |
| 428311158  | Wüstung             | Derenburg   | Höhensiedlung                                               | undatiert           | auf dem Bergsporn am Bocksberg, südöstlich vom Ort (Lage)                                                              | Am östlichen Zugang zum Bergsporn erhebt sich ein 1,5–2 m hoher (Grab-?)Hügel, aufgrund der ovalen Form könnte es sich auch um einen Abschnittswall zur Absicherung des Spornes handeln.                                                                                 |                 |
| 428311159  | Grabmal > Grabhügel | Derenburg   | Grabhügel                                                   | undatiert           | am Zugang zum Bergsporn am Bocksberg (Lage)                                                                            | Hügel ca. 1,5–2 m hoch |                 |
| 428311160  | Grabmal > Grabhügel | Derenburg   | Grabhügel                                                   | undatiert           | nordwestlich von Derenburg, südlich der Holtemme ()                                                                    | |                 |
| 428311161  | Grabmal > Grabhügel | Derenburg   | Grabhügel                                                   | undatiert           | nordwestlich vom Ort, Weg zur Wiechhäuser Mühle ()                                                                     | visuell nicht mehr wahrnehmbar |                 |
| 428301029  | Grabmal             | Derenburg   | Gräberfeld „Wiechhäuser Feld“                               | Neolithikum         | südöstlich des Steinkuhlenberges (Lage)                                                                                | Ausgrabung durch das Landesmuseum Halle 1978 bis 1982 |                 |
| 428301031  | Befestigung > Wall  | Derenburg   | Burgwall „Bocksberg“, befestigte Höhensiedlung              | Neolithikum         | im Wald, südlich (Lage)                                                                                                | befestigte Höhensiedlung, ca. 13000 m² großes Bergplateau über dem Hellbach auf dem Bocksberg, nach Osten abgegrenzt durch flache N-S verlaufende Wall-Graben-Struktur                                                                                                   |                 |
| 428301033  | Befestigung > Burg  | Derenburg   | überbaute Burganlage „Schloß“                               | undatiert           | Ostteil der Altstadt (Lage)                                                                                            | Königspfalz Derenburg |                 |
| 428301034  | Wüstung             | Derenburg   | Wüstung Utzleben mit Kirchberg                              | undatiert           | westlich (Lage) | randlich veränderter, angepflügter Hügel |                 |
| 428301035  | Befestigung > Burg  | Derenburg   | abgetragene Höhenburg „Uhlenburg“                           | undatiert           | südöstlich (Lage) | Markante Geländesituation mit Felsformation im Zentrum. Es sind keine eindeutigen fortifikatorischen Strukturen zu erkennen, die auf eine ehemalige Burganlage hindeuten.                                                                                                |                 |
| 428301036  | besonderer Stein    | Derenburg   | Menhir                                                      | Neolithikum         | südlich (Lage) | um 1866 auf seinen jetzigen Standort versetzt; Maße ca. H. 3,15 m, Br. 1,9 m, D. 0,4–0,5 m, Senon-Quarzit |                 |
| 428301030  | Befestigung         | Derenburg   | Höhensiedlung, befestigt, „Steinkuhlenberg“                 | undatiert           | nordöstlich vom Ort, markantes Geländeplateau (Lage)                                                                   | Das Areal ist als markante, plateauartige Erhebung gut zu erkennen. Denkmalstrukturen (Befestigung) sind obertägig jedoch nicht wahrzunehmen. Große Teile des Siedlungsareals sind durch einen ehemaligen Tagebau zerstört.                                              |                 |
| 428350591  | besonderer Stein    | Heimburg    | Menhir von Heimburg                                         | Neolithikum         | nordwestlich von Heimburg, 500 m südlich vom Derenburger Menhir zwischen Bachbett des Hellbaches und der BAB 36 (Lage) | Jahrzehntelang verschollen; Anfang der 2000er Jahre bei Straßenbauarbeiten wiedergefunden am neuen Standort wenige Meter nördlich des Hellbaches unweit der neuen B6/A36 aufgestellt; Mat.: Senon-Quarzit; Maße: H.: ca. 2,20 m über HOK, B.: ca. 1,80 m, D.: ca. 0,30 m |                 |
| 428301048  | Grabmal             | Heimburg    | Gräberfeld „Gallberg“                                       | Römische Kaiserzeit | Feldmark südöstlich des Gallenberges zwischen Heimburg und Heers (Lage)                                                | Gräberfeld mit ~40 Urnen entdeckt 1934, augenscheinlich eingeebnet, vollflächig Acker ohne erkennbare Grabstrukturen | weitere Bilder: |
| 428301046  | Wüstung             | Heimburg    | „Volkmarskeller“, Höhle, Wüstung, Kultstätte                | Mittelalter         | 3,5 km südwestlich des Klosters Michaelstein, 1,2 km nordwestlich von Jasperode (Eggeröder Brunnen) (Lage)             | Am Steilhang befindet sich der Eingang zur Höhle, darüber auf einem kleinen Plateau die Fundamentreste des ehemaligen, ursprünglichen Klosters 'Michaelstein' |                 |
| 428301045  | Befestigung > Burg  | Heimburg    | Höhenburg ‚Schloßkopf‘ (Pfalz ‚Bodfeld‘)                    | Mittelalter         | im Wald, südlich (Lage)                                                                                                | Der Bergsporn ist dicht bewaldet, eventuell vorhandene Fundamentreste sind zugewachsen. |                 |
| 428301047  | Befestigung > Wall  | Heimburg    | Siedlung                                                    | Römische Kaiserzeit | am Goldbach, nordöstlich ()                                                                                            | |                 |
| 428301044  | Befestigung > Burg  | Heimburg    | überbaute Höhenburg „Alte Burg“                             | Mittelalter         | dicht nördlich (Lage)                                                                                                  | |                 |
| 428301050  | Wüstung             | Hüttenrode  | Wüstung Hordeshusen mit Eisenerzpingen und Kirchenfundament | undatiert           | Höhenlage, westlich (Lage)                                                                                             | Die Ausdehnung der Wüstung ist visuell nicht erfassbar, lediglich einzelne leicht erhabene Stellen im Wiesenbereich (z. T. mit zentraler Mulde) könnten ggf. auf Hausstellen hindeuten.                                                                                  |                 |
| 428301051  |                     | Hüttenrode  | Wüstung, Name unbekannt, Kirchenfundament                   |                     | Westlich des Orts ()                                                                                                   | Ausgrabung Museum Blankenburg 1965 (M. Prell) |                 |
| 428311091  | Befestigung         | Timmenrode  | Spornburg mit vorspringender Felsklippe Kuxburg             | Bronzezeit          | 0,5 km nordöstlich vom Ort (Lage)                                                                                      | Um eine Felsenklippe der Teufelsmauer auf einem Sporn gibt es einen aufgeschütteten Wall mit Grabensituation. Optisch kann man hier durchaus von einer ehemaligen Spornburg sprechen.                                                                                    |                 |
| 428301081  | Wüstung             | Wienrode    | Wüstung Almsfeld mit Kirchenfundament                       | undatiert           | südwestlich (Lage) | Waldstück auf einer Wiese |                 |